# Remo Cossio
Remo Cossio (Udine, 30 dicembre 1913 – Sesto San Giovanni, 14 luglio 1988) è stato un calciatore italiano, di ruolo ala.

## Carriera
Giocò in Serie A con il Milan ed in Serie B con Udinese e Pisa.

## Palmarès

### Giocatore

#### Competizioni nazionali
- Prima Divisione: 1

Udinese: 1934-1935
- Serie C: 1

Monza: 1946-1947